# آنا ينكو
آنا ينكو (الروسية: Денисенко, Анна Михайловна) هي لاعبة كرة قدم بيلاروسية، ولدت في 14 أكتوبر 1989.

## وصلات خارجية
- آنا ينكو على موقع الاتحاد الأوربي (الإنجليزية)
- آنا ينكو على موقع اتحاد أوكرانيا (الإنجليزية)
- آنا ينكو على موقع Soccerway.com (الإنجليزية)